# Larry Pressler
Larry Pressler (Humboldt, 1942. március 29. –) az Amerikai Egyesült Államok szenátora (Dél-Dakota, 1979–1997).